# Дурнов, Модест Александрович

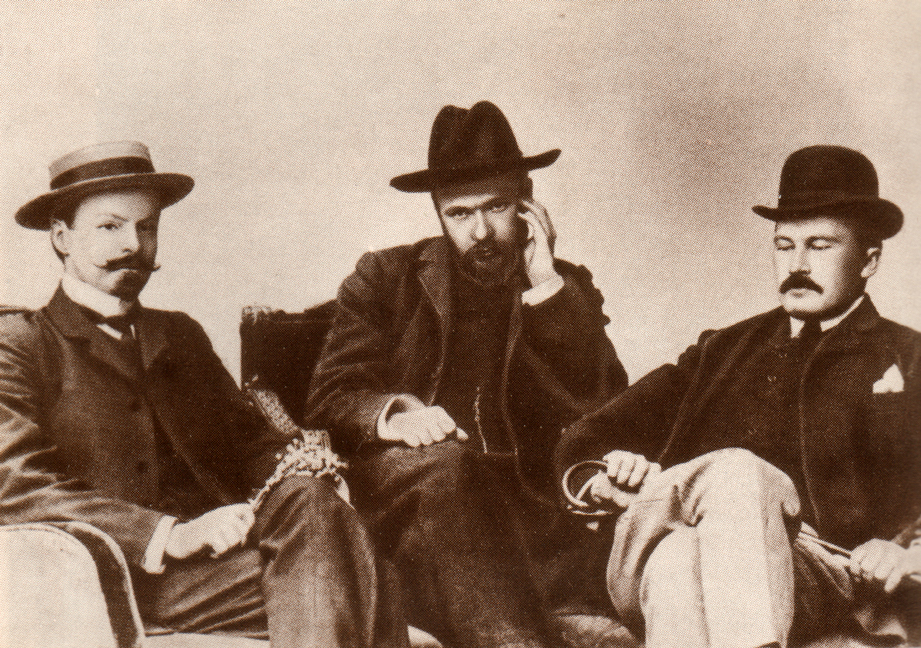
Редакция издательства «Гриф»: К. А. Бальмонт, А. А. Курсинский, М. А. Дурнов.

Модест Александрович Дурнов (24 ноября 1867 [6 декабря 1867], дер. Хлебновка, крещен 18 декабря в церкви села Новозахаркино Николаевского уезда Самарской губернии — 5 августа 1928, Москва) — русский художник-акварелист, график, архитектор. Писал стихи. В начале XX века был знаменит, прежде всего, как известный московский денди, эстет, приверженец декадентства.

## Краткая биография
Модест Дурнов родился в Самарской губернии в 1867 году, в семье Александра Ивановича, сына академика живолиси Ивана Трофимовича Дурнова, в то время служащего  управляющим имения у помещика Устинова в дер. Хлебновке.  В 1887 году окончил архитектурное отделение Московского училища живописи, ваяния и зодчества (МУЖВЗ). Получил Малую серебряную медаль за проект столичного вокзала железной дороги и звание классного художника архитектуры. В 1888—1889 годах продолжил обучение в МУЖВЗ на живописном отделении у В. Д. Поленова. Сразу по окончании училища под руководством К. М. Быковского, С. У. Соловьёва и А. С. Каминского Дурнов работал над постройкой Кустарного музея в Леонтьевском переулке и университетских клиник на Девичьем поле.

Театр Омона, начало XX века

Самым известным из самостоятельных проектов Модеста Дурнова стало здание Театра Шарля Омона (1902, в советское время Театр Мейерхольда) на Большой Садовой улице. Из-за нехватки средств, а также противодействия городских властей, первоначальный проект этого здания пришлось сильно переработать. В частности, московский городской голова князь В. М. Голицын не разрешил сделать вход в театр в виде раскрытой пасти дракона, поглощающей поток зрителей. Также не удалось воплотить задуманные архитектором стеклянные лестницы, сплошные окна на три этажа, фарфоровый сине-белый фасад здания. Зато интерьер включал в себя променуар, впервые в Москве. Однако представители прессы и творческой интеллигенции восприняли проект «в штыки». Брюсов назвал театр «банально-декадентским». В газетах критика была разгромной:
| В настоящее время вся Москва приходит в восторг от нового театра. К сожалению, это новое произведение искусства не только незаслуженно возбуждает восторги москвичей, но своей пошлостью вызывает гадливое чувство во всяком мало-мальски художественно развитом человеке. Крайне обидно становится, когда узнаешь, что автором этого произведения является такой талантливый молодой художник, каким считается господин Дурнов. Тут положительно кроется какое-то недоразумение… |

Вторым призванием Модеста Дурнова была живопись, в которой он проявил себя одарённым художником-акварелистом. Дурнов писал преимущественно натюрморты и пейзажи («Ночь», «Лебеди», «Три пальмы», «Лесбос», «У синего моря» и т. д.), а также портреты: детей, женщин, своих современников. Примечателен портрет Константина Бальмонта, с которым Дурнов был дружен, а также портрет Оскара Уайльда, с которым, по некоторым сведениям, Модест встречался во время путешествия в Лондон. Уайльд был, без сомнения, любимым автором Дурнова. В 1906 году вышло издание «Портрета Дориана Грея» с его иллюстрациями в абстрактно-декоративном стиле.
Модест Дурнов — автор «эпохальной» картины «XIX век». Это групповой портрет, на котором изображены главные деятели столетия на фоне Эйфелевой башни — символа нового мира того времени. Открытки с изображением этой картины пользовались огромным успехом, позднее полотно было продано в Америку.
Главная же заслуга Дурнова была в умении притягивать к себе таланты и пропагандировать новое в искусстве. Так, в 1895 году он своим рефератом о прерафаэлитах зажёг интерес московских художников и публики к этому направлению живописи, видя в нём предтечу символизма и модерна.
В 1899 году совместно с Бальмонтом, Брюсовым и Иваном Коневским (Ореусом) издал один из первых символистских сборников «Книга раздумий», куда поместил 5 своих стихотворений, объединённых подзаголовком «Красочные сны». Стихи эти были явно слабее произведений остальных соавторов сборника:
| Сходились они предрассветной порою, Когда догорала луна в небесах. Туман волновался Над серой водою И шум пролетал В пробужденных лесах… |

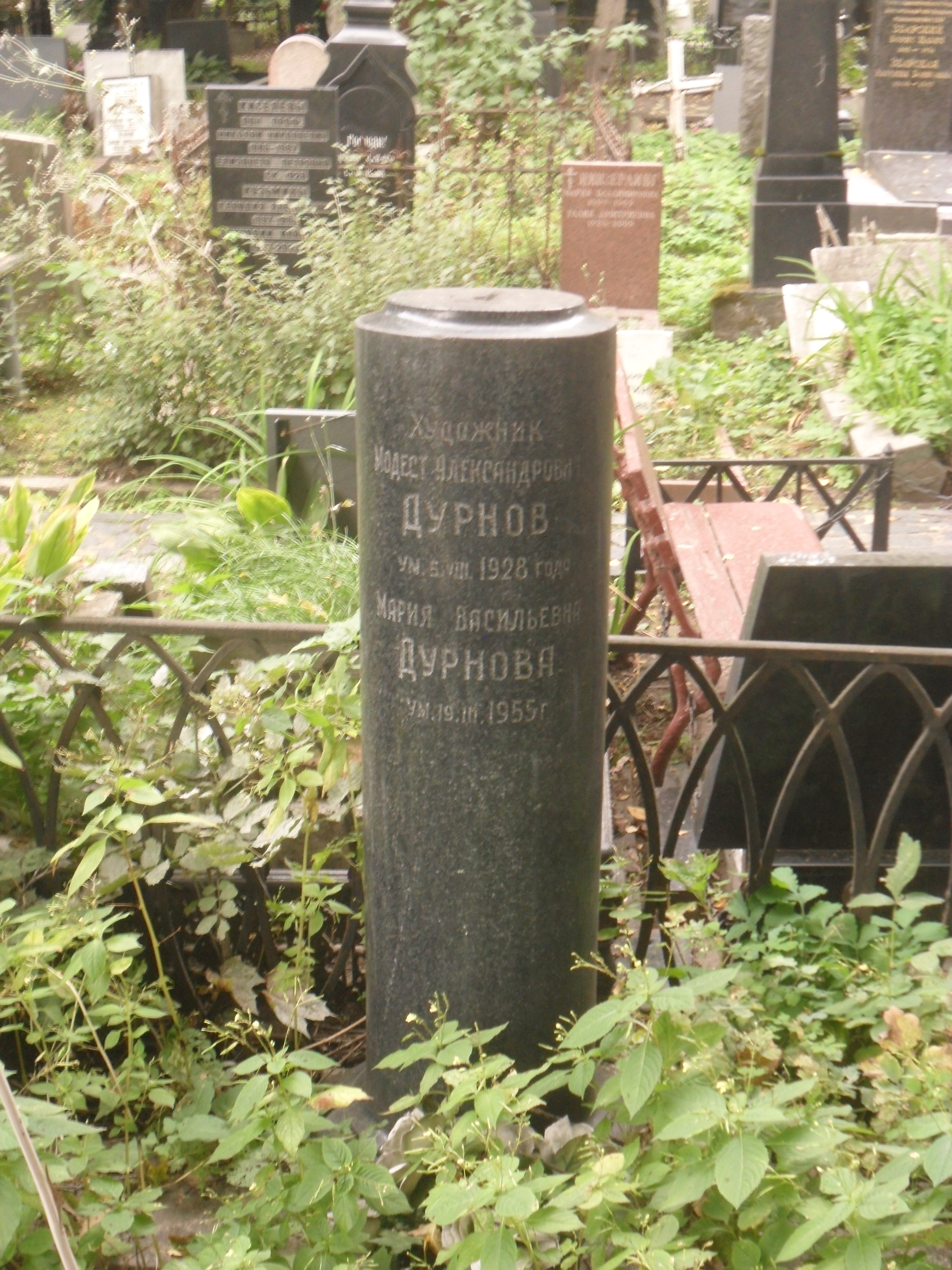
Могила Дурнова на Новодевичьем кладбище Москвы.

и «Книга раздумий» осталась единственной пробой поэтического пера Дурнова.
О роли Дурнова в жизни московской творческой богемы рубежа XIX—XX сказал один из его биографов:
| Во всякую эпоху бывают лица, которые не будучи сами творцами самостоятельных художественных ценностей, являются носителями и распространителем идей и вкуса. В старой дореволюционной Москве таким эстетическим авторитетом был Модест Дурнов. |

В посвящении своего сборника «Будем как солнце» (1903) Константин Бальмонт написал: «Модесту Дурнову, художнику, создавшему поэму из своей личности»
В 1903 году Дурнов стал членом Союза русских художников, участвовал в выставках «Мира искусства», «36-ти художников» и других. Сотрудничал с издательствами «Скорпион» и «Гриф», которые специализировались на выпуске символистской литературы. Являлся иллюстратором журналов и книг. Жил в Штатном переулке, 24.
После октябрьской революции М. А. Дурнов работал профессором ВХУТЕМАСа, с 1921 по 1925 годы трудился над проектом «Большой Москвы» в составе авторского коллектива под руководством С. С. Шестакова. В 1924 году работы Дурнова экспонировались на выставке в Нью-Йорке. Умер в 1928 году от гриппа, похоронен на Новодевичьем кладбище.

## Семья
О личной жизни Модеста Дурнова известно немногое. Он пользовался успехом у женщин, производя впечатление «демонической натуры». Был женат на состоятельной московской домовладелице и пианистке Марии Васильевне Востряковой, водившей дружбу с Шаляпиным и Цезарем Кюи. В 1917 году у них родилась дочь Вероника.

## Проекты и постройки
- Участие в проектировании Клинического городка Московского университета (кон. 1880-х, Москва, Девичье поле)
- Главный дом и хозяйственные постройки усадьбы Ф. Д. Самарина Васильевское (кон. 1880-х, Самарская губерния)
- Проект столичного вокзала железной дороги (1890, Москва) не осуществлён
- Проект иконостаса для церкви в имении Д. Ф. Самарина (1891, с. Дубровка Самарской Губернии)
- Проект ворот в чистый двор богатого барского дома (1892), не осуществлён
- Театр Ш. Омона («Театр Буфф», затем «Зон»), совместно с А. Н. Новиковым (1900, Москва, Триумфальная площадь), не сохранился
- Особняк Ш. Омона (1901, Москва, Триумфальная площадь), не сохранился
- Приют для неизлечимо больных женщин с церковью во имя иконы Божьей матери «Всех Скорбящих Радость» (1904, Москва, Большой Саввинский переулок, 9)
- Железнодорожный вокзал (1910, Муром)
- Участие в постройке Кустарного музея по проекту А. Э. Эрихсона (1911, Москва, Леонтьевский переулок, 7)
- Торговые ряды (1910-е, Томск)